# Charles Loriot
Pour les articles homonymes, voir Loriot.
Charles Joseph Loriot, né le 27 mars 1850 à Pont-Audemer (Eure) et mort le 31 août 1930 à Saint-Germain-Village (Eure), est un homme politique français.

## Biographie
Fils de Charles Pascal Loriot (conseiller municipal de Pont-Audemer) aux côtés d'Alfred Canel.
Il se marie avec Louise Goulley et eurent 4 fils : Henri, Louis, Robert et André. Il devient avocat en 1880 et entre comme juge suppléant au tribunal d'instance de Pont-Audemer, puis comme juge d'instruction. De 1885 à 1888, il exerce à Louviers. Il est président d'honneur de la Société républicaine de l'Eure.
Il meurt au château de "Saint-Gilles" le 31 août 1930 et est inhumé le 4 septembre 1930 au cimetière de Pont-Audemer.  
Il était le père de Louis Loriot, conseiller général de l'Eure mais aussi directeur de cabinet du garde des sceaux en novembre 1926, directeur du personnel au Ministère de la justice et président de la Section des finances au Conseil d'État. Il était aussi le père de Robert Loriot, maire de Saint-Germain-village, dans l'Eure.

## Carrière politique
Charles Loriot démissionne pour se présenter aux élections cantonales de l’Eure. Il se porte candidat sur la liste des Républicains. Il est élu député de l'Eure à 4 reprises (Ve, VIe, VIIe et XIe législatures). Il remplace Maxime Legendre décédé en 1911 lors de la Xe législature.
Il est élu député en 1889 face à M. de la Ferrière député conservateur sortant. En 1890, il est élu au conseil général de l'Eure face à M. Bourguignon (monarchiste) par 919 voix, contre 529.
Il est maire de Pont-Audemer de 1914 à 1919 puis de Saint-Germain-Village de 1919 à 1929.
Le 20 octobre 1889, il envoie à ses frais 200 ouvriers visiter l’exposition universelle à Paris.
C'est en 1896 qu'il rend un rapport à la commission Dreyfus, décisif dans le choix de cette dernière face à la pétition déposée par Lucie Dreyfus, qui demande la révision du procès de son mari.

## Patrimoine
C'est lui qui a fait construire le château Saint-Gilles (appelé aussi Loriot) (fermé au public) à Saint-Germain-Village.
Élevé sur l'emplacement de l'ancien prieuré du même nom, fondé en 1135 par Waleran de Meulan, pour y recevoir les lépreux des environs. Il fut appelé communément la léproserie, jusqu'à sa destruction. Il y fit reconstruire ce château typiquement normand au XIXe siècle.

### Sources
- « Charles Loriot », dans le Dictionnaire des parlementaires français (1889-1940), sous la direction de Jean Jolly, PUF, 1960 [détail de l’édition]
- Jean-Pierre Chaline, Anne-Marie Sohn et Pierre Ardaillou, Dictionnaire des parlementaires de Haute-Normandie sous la Troisième République, 1871-1940, Université de Rouen, 2000, 349 p. (lire en ligne), p. 212 et 213